# Уидин Темптейшън
„Уидин Темптейшън“, срещано и като „Уитин Темптейшън“ (на английски: Within Temptation), е нидерландска симфонична метъл група, създадена от китариста Роберт Вестерхолт през 1996 г.

## История
През април 1997 година, само няколко месеца след създаването си, групата издава първия си албум „Enter“. През ноември същата година правят двуседмично турне в Германия и Австрия, след което издават „The Dance“ през 1998 г.
1999 е година на слаба активност за групата, но през 2000 г. издават „Mother Earth“. Албумът се радва на голям успех, а с участията си на фестивали и с концертите си групата печели много нови фенове.
Най-големият успех за групата идва с издаването на сингъла „Ice Queen“. Албумът „Mother Earth“ се продава в 350 000 копия, като достига платинен статус в Нидерландия и златен – в Белгия.
Групата е поканена на участия на много фестивали в Бенелюкс като „Озфест“, „Лоулендс“, „Динамо“, „Рок Верхтер“, „Пукелпоп“ и „Паркпоп“, а така също и в Германия на фестивалите „Рок Им Парк“, „Бизар“ и „Самърбрийз“. Групата прави турне във Франция и изнася концерти в Париж, Лион, Лил, Бордо и Тулон, като билетите за всички от тях са разпродадени.
На 15 ноември 2004 г. издават третия си албум – „The Silent Force“, изключително успешен в Европа. Още в първите 2 месеца след излизането си албумът достига златен статус в Германия и Нидерландия.
През февруари 2005 г. печели наградата „Едисън“ за най-добра нидерландска група.
През януари 2007 г. „Уидин Темптейшън“ пускат пилотното парче от новия си албум „The Heart of Everything“. Песента се казва „What Have You Done“, а 2 седмици по-късно излиза втората версия на видеото към сингъла. Официалната излиза на 14 февруари 2007 г.
През 2010 песента All I Need е използвана във всеизвестния сериал Дневниците на вампира, който се излъчва по телевизия CW. Песента е на един от най-добрите и вълнуващи моменти от целия сериал.

## Състав
- Шарон ден Адел – вокали (от 1995)
- Робърт Уестърхолт – китара (от 1996, в студио след 2011)
- Руд Адрианус Йоли – китара (от 2001)
- Йеровн ван Вен – бас китара (от 1996)
- Мартин Сперенберг – синтезатор (клавиши) (от 2001)
- Майк Кулен – барабани (от 2011)
- Стивън Хелеблад – ритъм китара (от 2011, само на живо)

## Дискография

### Албуми
- Enter (1997)
- Mother Earth (2001)
- The Silent Force (2004)
- The Heart of Everything (2007)
- An Acoustic Night at the Theatre (2009)
- The Unforgiving (2011)
- Hydra (2014)
- Resist (2019)

### EP (Extended play)
- The Dance (1998)
- Running Up That Hill (2003)
- The Howling (2007)
- Paradise (What About Us?) (2013)

### DVD
- Mother Earth Tour (2003)
- The Silent Force Tour (2005)
- Black Symphony (2008)

### Сингли
- Restless (1997)
- Our Farewell (2000)
- Ice Queen (2001)
- Mother Earth (2003)
- Running Up That Hill (2003)
- Stand My Ground (2004)
- Memories (2005)
- Angels (2005)
- The Howling (2006)
- What Have You Done (2007)
- Utopia (Featuring Chris Jones) (2009)
- Faster (2011)

## Награди
- 2002 „Сребърна Арфа“ – Телевизионни музикални агради на Нидерландия (TMF): най-прогресиращ изпълнител;
  - Телевизионни музикални награди на Белгия: най-добра ррк група (чуждестранна)
- 2003: награда „Едисън“ (Best Live DVD: Mother Earth Tour, „Конамус“ (Наградата за най-много продадени през годината албуми на нидерландски изпълнител в чужбина)
- 2004: награда за най-много продадени албуми в чужбина през годината
- 2005: награда „Едисън“ (най-добра група),
  - Телевизионни музикални награди на Нидерландия – вай-добра рок група,
  - Световни музикални награди: най-добре продаван нидерландски изпълнител Popprijs (най-продаван изпълнител по интернет, „Конамус“)
- 2006: награда на 3 FM радио: най-добър рок изпълнител,
  - „Златният Бог“ – най-добро видео: „Angels“,
  - „Конамус“
- 2007: награда на 3 FM радио: най-добър рок изпълнител; Телевизионни музикални награди на Белгия: най-добро изпълнение на живо, Телевизионни музикални награди на Нидерландия: най-добро изпълнение на живо, Телевизионни музикални награди на Нидерландия: най-добро видео (”What Have You Done“), Световни музикални награди: най-добре продаван нидерландски изпълнител, Европейски музикални награди на MTV: най-добър нидерландски и белгийски изпълнител
- Златни албуми:
  - За сингъла Ice Queen Mother Earth (2001);
  - The Silent Force (12 декември 2004, Нидерландия);
  - The Silent Force (Финландия, 2005)
- Платинени албуми:
  - The Silent Force (18 ноември 2005, Нидерландия);
  - Mother Earth (2001);
  - The Silent Force (13 октомври 2007, Белгия);
  - The Heart Of Everything (2007)

## България
На 8 юли 2012 г. „Уидин Темптейшън“ изнасят първия си концерт в България на фестивала „София Рокс“.
Групата гостува в рамките на турнето си „The Unforgiving“, започнало след издаването на едноименния албум The Unforgiving. На 27 юни 2015 г. участва в „Каварна рок“.